# Coltura di microrganismi

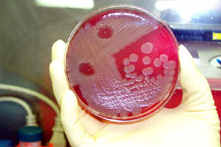
Una coltura di Bacillus anthracis

Una coltura di microrganismi o coltura microbiologica è un metodo per la moltiplicazione di microrganismi (procarioti o eucarioti) in un predeterminato medium di coltura e in condizioni di laboratorio controllate. Diversamente dalla lingua italiana, la lingua inglese utilizza il termine culture sia per coltura che per cultura.
Le colture di microorganismi sono usate per determinare il tipo di organismi e/o la loro abbondanza nel campione in esame. Si tratta di uno dei metodi diagnostici primari in microbiologia ed è usato per determinare la causa delle malattie infettive lasciando l'agente patogeno moltiplicarsi in un mezzo predeterminato. In senso più generale, il termine coltura è utilizzato informalmente per riferirsi ad una "crescita selettiva" di uno specifico tipo di microorganismi in laboratorio.
Le colture di microorganismi sono metodi di base usati estensivamente nelle biologia molecolare. In questo ambito si definisce una coltura "pura" o "axenica" una popolazione di cellule o di organismi pluricellulari che crescono in assenza di altre specie o tipi, cioè in assenza di flora batterica estranea.
Uno dei mezzi più comuni per le colture microbiologiche è l'agar, una sostanza gelatinosa derivata dalle alghe marine. Un buon sostituto dell'agar è rappresentato dalla gomma di guar, che può essere usata per l'isolamento e la replicazione di batteri termofili.

## Tipi di colture batteriche

### Terreni di coltura solidi
Sono soluzioni nutritizie che vengono solidificate grazie all'agar e permettono l'isolamento delle specie microbiche. Le colture microbiologiche possono essere coltivate su piastre di Petri di varie dimensioni. Tali piastre presentano un sottile strato di terreno di crescita basato sull'agar, un polisaccaride complesso derivato da un'alga marina, che si scioglie a 98 °C e riprende la sua consistenza gelatinosa alla temperatura di 42 °C. Una volta che il terreno di crescita di una capsula di Petri è stato inoculato con i batteri desiderati, le piastre vengono incubate alla temperatura ottimale per la crescita di quella particolare popolazione batterica. Dopo la semina in genere è necessario un tempo di incubazione di almeno 24-48 ore per permettere alla colonia batterica di svilupparsi: una popolazione batterica infatti, partendo da una singola cellula, cresce in modo esponenziale, vale a dire che ogni nuova generazione possiede un numero doppio di individui rispetto alla precedente. Per facilitare la crescita la temperatura viene mantenuta costante per mezzo di un termostato. Una temperatura intorno ai 37 gradi centigradiè o animali a sangue caldo, temperature inferiori si adattano maggiormente a colture ambientali.

### Terreni di coltura liquidi
Un altro metodo di coltura batterica è rappresentato dalla coltura liquida, in cui i batteri sono sospesi in brodo liquido, un mezzo nutriente, generalmente una soluzione di peptoni con estratto di carne e sali minerali. Le colture liquide sono considerate ideali per la determinazione di un saggio antimicrobico. Lo sperimentatore inocula il brodo liquido con la popolazione batterica oggetto di studio e la lascia crescere per molte ore (è possibile utilizzare un agitatore per una crescita più uniforme). Al termine della fase di crescita prende una frazione del campione per testare l'attività antimicrobica di un determinato farmaco od antibiotico.

## Composizione chimica
A prescindere dallo stato fisico del terreno (solido o liquido) è importante avere una composizione chimica controllata, infatti, grazie a questa caratteristica colturale è possibile favorire la crescita di un solo ceppo cellulare e inibire le altre forme di vita al fine di poter studiare il campione evitando la maggior parte degli errori spesso dovuti alla presenza di microrganismi capaci di alterare il risultato della crescita. La composizione chimica varia da terreno a terreno ma è comunque possibile stilare una lista dei componenti usati più spesso:
- acqua
- carboidrati
- sali inorganici
- peptoni
- idrolisati
- solidificanti
- sostanze di arricchimento
- sostanze selettive

## Indicazioni
Molte specie batteriche sono così simili fra loro che è praticamente impossibile distinguerle morfologicamente ricorrendo al solo microscopio. Per tale motivo, al fine di identificare i batteri presenti nel campione raccolto, è necessario studiare le loro caratteristiche biochimiche coltivandoli in terreni di coltura speciali. Un terreno di coltura speciale contiene sostanze che inibiscono la crescita di molte specie batteriche, ma non il tipo di batterio che si vuole isolare. 
In alcuni casi il terreno di coltura contiene alcuni zuccheri speciali che possono essere utilizzati solo da alcuni batteri. In altri terreni vengono aggiunti degli indicatori che cambiano colore a seconda del pH del terreno, vale a dire solo se vi è la presenza di batteri che sono in grado di fermentare determinate sostanze dando luogo a cataboliti acidi. Se i batteri ricercati sono capaci di produrre fermentazione, generano anche gas che può essere rilevato quando la coltura viene condotta in una provetta chiusa. Altri speciali mezzi di coltura possono permettere l'identificazione di batteri che producono alcuni particolari enzimi. In questo modo alcuni batteri che producono enzimi emolitici (in grado di rompere i globuli rossi) producono emolisi e determinano cambiamenti macroscopicamente apprezzabili in piastre di agar sangue. 
In un laboratorio microbiologico ospedaliero è necessario vi sia la disponibilità di numerosi mezzi e tecniche di coltura, dal momento che questa variabilità è necessaria alla identificazione dei batteri che causano le malattie infettive e della sensibilità o resistenza degli stessi a diversi tipi di antibiotici. Gli esami colturali sono normalmente utilizzati in medicina per identificare l'eventuale presenza di agenti patogeni nei fluidi corporei (in particolare sangue od urina ).